# Maromiandra (Toliara II)
Pour les articles homonymes, voir Maromiandra.
Maromiandra est une commune urbaine malgache située dans la partie ouest de la région d'Atsimo-Andrefana.